# マダ
マダ (Mada)  は、インド神話に登場する巨大なアスラ（阿修羅）である。その名前は「酩酊」という意味。聖仙チヤヴァナがインドラ神を屈服させるために創造した怪物で、大きな歯と4本の牙を持ち、その口を開けば上顎が天まで届いたという。

## 神話
マダの創造は叙事詩『マハーバーラタ』において語られている。あるとき、医療神のアシュヴィン双神は老いたチヤヴァナ仙の若き妻スカニヤーに横恋慕した。双神はスカニヤーの愛を得ようとしてチヤヴァナに若返りの術を施したが、スカニヤーは再びチヤヴァナを選んだ。大喜びしたチヤヴァナは双神にお礼として不死の霊薬ソーマを捧げようとすると、これに猛反対したインドラ神の妨害を受けた。インドラはアシュヴィン双神が人間界に長くとどまり、労働者のように働いているために、ソーマ供儀に相応しくないと主張したのである。そこでチヤヴァナはマダを創造してインドラに対抗した。これに恐れをなしたインドラは双神にソーマを飲む事を許した。その後、チヤヴァナはマダを「博打」、「女（姦淫）」、「狩猟（殺生）」、「酒（酒乱）」の4つの悪徳に分けたとされる。

## 解釈
比較神話学者ジョルジュ・デュメジルは、神話におけるマダの役割を北欧神話のクヴァシル（アース神族とヴァン神族の和解の際に創造された賢者）と比較し、またアシュヴィン双神をゾロアスター教の神霊ハルワタート＝アムルタートと比較している。
マダの神話ではアシュヴィン双神を優れた神と考えるチヤヴァナと、逆に低級な神と考えるインドラ神との間に対立が生じる。一方の北欧神話ではアース神族とヴァン神族の対立があり、両者が戦争をやめて和睦した際に、その証としてクヴァシルが創造される。インド神話でも北欧神話でも、神々の世界の対立が背景にあり、インドでは対立を解消する手段としてマダが創造され、北欧神話では対立が解消された証としてクヴァシルが創造される。
そしてマダの名前が「酩酊」すなわち「酔い」を意味するのに対して、クヴァシルは唾液による発酵という手段で創造され、その名前は東欧の伝統的なアルコール飲料であるクワスと同じ語源を有している。また、マダは目的が達成されたのちに人を酔わせるのに相応しい4つの要素に分解されるが、クヴァシルは小人によって殺され、血液を大小3つの容器に分けられて詩の蜜酒を醸される。
このように2つの神話は細部に違いはあるが物語の構造が一致している。デュメジルによれば、印欧語族は3つの集団から成る社会階層（祭司・戦士・農耕者）ないし社会概念を持っており、神々の対立およびマダとクヴァシルの創造は祭司・戦士の2つの集団に、アシュヴィン双神・ヴァン神族によって象徴される裕福な農耕者の集団が加わわることで社会が形成されるという神話的歴史を物語ったものであるとしている。